# 2003年香港七一遊行

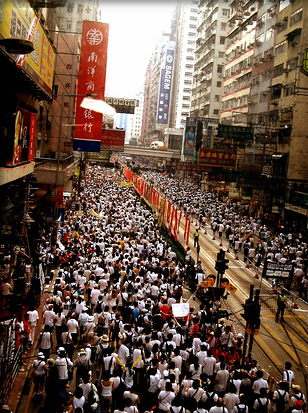
大批市民身穿白衣上街示威

2003年香港七一遊行是香港特別行政區成立以來規模第八大的遊行，在2003年7月1日舉行，由香港民間人權陣線籌辦，目的主要是為反對《香港基本法》第23條的立法。大會呼籲參加者穿黑衣出席。當日遊行的規模超出原先各界預料，主辦方公佈500,000人參加，警方統計從維園正門出發的人數則是350,000。香港大學、科技大學、浸會大學聯合用兩種方法統計，第一種是人手點算，算出46.2萬人，第二種方法是覆檢警方漏算的數據，算出有48.1萬人。

## 背景
2002年中，當時的中國國務院副總理錢其琛表示中央政府希望香港儘快落實《中華人民共和國香港特別行政區基本法》（以下簡稱《基本法》）第23條立法。2002年9月24日，香港政府頒佈了《實施基本法第23條諮詢文件》，除了把現時法律已經涵蓋但過時的法例進行修訂外，還就原來《香港法例》沒有的分裂國家行爲與顛覆國家罪提案作出諮詢。有人認爲此舉反映香港特別行政區行政長官（行政長官）董建華積極回應錢其琛的講話。
《基本法》第23條，即為：
「香港特別行政區應自行立法禁止任何叛國、分裂國家、煽動叛亂、顛覆中央人民政府及竊取國家機密的行為，禁止外國的政治性組織或團體在香港特別行政區進行政治活動，禁止香港特別行政區的政治性組織或團體與外國的政治性組織或團體建立聯繫。」
根據諮詢文件，有關法例的修訂會把現時分散於《香港法例》內多項相關的條文抽出集中，並重新寫成一條《國家安全法》；根據《基本法》所規定，對叛國罪、分裂國家行爲、煽動叛亂罪、顛覆國家罪及竊取國家機密五項罪行作出明確及清晰的立法。
香港特區政府就《基本法》第23條中關於叛國、顛覆及分裂國土等罪行展開諮詢。市民對諮詢文件反應熱烈，對立法作出多項建議。香港各政黨及專業團體亦就條文的立法過程提出建議。《基本法》一方面規定特區政府須自行立法禁止這些行為，但同時也清楚訂明任何人在香港都享有人權、言論自由、新聞自由、集會自由和遊行自由；但是當時的律政司司長梁愛詩卻在一個午餐會上指，「23條就像有把刀架在你頭上」，令很多人憂慮這項法例可能會影响港人本來擁有的人權和自由。除部分親北京人士和社團支持立法，大部分香港市民感到無助和憂慮。就此，香港民意到達前所未有的分化。另外，公眾對草擬中的法例將可能引進內地法例中有關「國家安全」的概念而感到非常不安。通過這個概念，政府可以隨時以危害國家安全為理由取締任何民間組織。
同年12月15日，由多個反對立法的民間團體組成的民間人權陣線（簡稱「民陣」），在香港舉行第一次反對23條立法遊行，原本預計有五千多人參加，但遊行最終共有六萬人參加，為1989年全球華人大遊行後香港最多人參與的遊行。
隨後，政府提前在2003年7月9日將《國家安全（立法條文）條例草案》（又稱「基本法23條」）草案提交至立法會通過。民間人權陣線認為新法案會損害香港的民主自由，遂舉辦遊行，號召市民在7月1日回歸紀念日上街反對立法。
事後分析認為，多項因素促成了出乎意料的遊行人數。其中，市民對行政長官董建華及其帶領的特區政府施政（特別是董建華連任後的2002年7月─2003年7月期間）的不滿亦是主要不少市民走上街上遊行的原因之一；這次遊行將自1997年香港回歸後政府的各種施政失誤、市民對經濟不景氣、失業率偏高及其他民生問題所帶來的社會矛盾引發出來。此外，時任財政司司長梁錦松的偷步買車事件、保安局局長葉劉淑儀在二十三條立法的推銷過程中那種強硬及不願協商的態度，以及衛生福利及食物局局長楊永強在SARS爆發時隱暪疫情的責任問題亦被視為導火線。

## 誘因
香港回歸6年來一直受選舉政府制度不公平、經濟不景氣、失業率高等問題困擾，市民對政府非常不滿。香港大學民意調查顯示市民對行政長官董建華的評分逐年下降，到2003年6月董建華評分為44.1分（滿分爲100分），對特區政府不信任度逾四成。此後每年7月1日，民間也會動員遊行，反映不滿。遊行表達不滿的人，由萬餘漸漸上升至數萬，例如回歸3週年的時候，就有3萬多人上街遊行。
在議會中，親中陣營議員的選舉得票不及泛民主派，卻佔據香港立法會大多數席位。政府由於經常得到親中議員支持，民主派制衡政府的力量非常微弱。政府提出的議案，只要得到親政府陣營的議員同意就可以通過，而對政府官員的問責決議往往能被親中陣營議員護航下被否決。於是政府的施政漸漸與民意背道而馳，根據親政府派的理論，只要立法會支持政府，在行政主導的原則下，香港一定會更好，將香港社會問題的責任歸咎於民主派「唱衰香港（抹黑香港）」。但香港的經濟卻差至2003年到達谷底，加上政府這數年間的施政策略，一個接一個地開罪不同界別。例如迫使已經負上很大壓力的語文教師參加基準試及進修（教育界），以立法形式迫公務員減薪，削減綜援（低下階層）等，引來敵視或不滿政府的人愈來愈多。
學者普遍相信，在政府民望及信任度持續偏低下，政府仍然因為當時立法會親中議席佔多數而可以順利通過條文於是漠視民意「硬推」23條立法、梁錦松偷步買車事件，加上2003年初的SARS，均為促成是次七一遊行多人上街的催化劑：

### 偷步買車事件
財政司司長梁錦松於2003年3月發表大幅增加各種稅項的財政預算案，並指市民「有咁耐風流，有咁耐折墮（風流多久便墮落多久）」，事後雖然道歉，但市民普遍不滿。及後被揭發其在大幅增加汽車首次登記稅前購入房車，被質疑避稅。梁錦松道歉，並願意捐出加稅前後買車的差額。此間董建華處處維護，他雖然在3月15日對梁錦松作出「批評」，但又指梁錦松有「高尚情操」。5月15日的立法會答問大會中，董建華反指就「偷步買車」事件質問他的民主黨議員李柱銘「唱衰了香港6年，謾罵了特區政府6年，否定了一國兩制6年」，並要他們「與時並進」，否則「時代會拋棄他們」。

### SARS風暴
2003年年初，SARS在港爆發，人命及經濟損失重大。由於2002年底，在謠傳廣東省爆發一種「致命病毒」，引致大規模死亡，所以市民在傳出SARS在港爆發就已人心惶惶。
市民不滿政府在疫症爆發時反應遲緩，且處於被動狀態，罔顧香港市民安危。例如在3月20日，醫院管理局行政總裁何兆煒通知衛生署指疫情已經在社區蔓延，但衛生福利及食物局局長楊永強仍一再強調「沒有社區蔓延跡象」，並堅持學校不必停課。
及至3月26日，淘大花園一天內出現15宗懷疑感染個案，第二天有22人證實受感染。感染人數直線上升，香港學校開始自行停課，政府才被迫宣佈全港學校停課。後來亦有報道指在政府公佈停課前，行政長官董建華的孫女已經自行停課，董建華對此一報道不置可否。此外，楊永強曾在立法會稱，「不要讓世界其他地方以為香港發生非典型爆發，這對香港是不利的」，指示記者應「發放準確的信息」，否認SARS在社區蔓延，被質疑隱瞞疫情。醫護人員不滿政府在疫症爆發期間未對前線醫護人員提供足夠保護。
但事實上，由於當時政府及衛生當局（包括楊永強及衛生署署長陳馮富珍）措取的措施非常緩慢，引致患者把肺炎帶到淘大花園引致社區爆發。在4月，報告指出由於患者的排泄物染有非典型肺炎病毒，病毒在乾涸的排水管留下，然後被抽氣扇抽出而傳播。
其後董建華在立法會會議上被問及何以未有處罰或撤換主事官員，矛頭直指楊永強。董建華回應第一句是「咁膚淺嘅（這麼膚淺）」。市民要求徹查責任，董建華成立的「沙士」專家委員會，卻委任由楊永強領導調查，被質疑「自己調查自己」。

### 二十三條立法
在2002年展開的《基本法》第23條立法程序，被認為會嚴重影響香港市民固有的自由、權利和資訊流通，但政府對市民的諮詢誠意卻不足。例如保安局局長葉劉淑儀在初期原本出席八所大學所舉辦的論壇，但在其中一個論壇中發表共產黨是「波瀾壯闊的革命」、「順天應人，以有道廢無道」，不能算顛覆的言論，又指「希特拉也是民主選舉上台的」，惹來公眾嘩然（歷史上希特拉的總理職務由總統保羅·馮·興登堡直接任命）。
港府於2003年1月28日公佈、蒐集有關23條立法意見的匯編時，表示據統計「過半數人支持立法」，後來政府卻被發現將反對者意見歸類為「意見不能辨別」，葉劉淑儀將此歸咎「電腦出錯」，是無心之失。後來有學者成立「《基本法》第二十三條公眾意見匯編研究組」，將意見重新分類，得出反對人數達六成，葉劉淑儀回應時只謂匯編「這個民意收集工作，其實已經完成了其歷史使命，這已經過去了」。不少人批評政府歪曲民意，正如當年八八直選的假諮詢一樣。
在SARS爆發期間，政府對推進23條立法進度仍然不遺餘力，對比其抗疫反應（例如拖延多天才下令封閉疫區，使非典型肺炎在淘大花園中擴散），亦令市民不滿。
條文有多個爭議點，例如：
- 「管有煽動性刊物罪」被指可能危害思想自由；
- 「處理煽動性刊物罪」要求出版商承擔刊印責任令出版商不滿；
- 「非法取覽罪」被指妨礙新聞自由，政府亦拒絕加入公眾利益辯解；
- 「社團禁制機制」中，容許審訊時，可不必告知上訴人有關的取締理由的全部細節的情况下進行；以及容許上訴人及或他委任的任何法律代表缺席的情况下進行法律程序。這種被稱為「缺席聆訊」的建議，衝擊香港既有的司法制度，違背「公平審訊」原則；
- 在法案審議階段，保安局更要求原訟法庭「接納任何原不可被法庭接受的證據」，即所謂的「傳聞證供」。

其中「管有煽動性刊物罪」被廢去，其餘在七一遊行前爭議仍未解決。而在6月16日的條例審議委員會會議，民主黨議員由於參加有關23條立法的論壇而幾乎全員缺席會議，包括自由黨及民建聯的議員便以四個多小時完成草案主體審議。
曾鈺成在會議提出「委員會同意除了在剛才審議過程當中大家明確需要下次會議跟進的事項之外，我們已完成條例草案的逐項審議」的議案，獲得通過。民主派於是無法再要求政府就仍有疑點之處澄清。
七一遊行前，調查指逾六成市民反對《國家安全條例草案》於7月9日通過，只有不足兩成支持。6月26日立法會上有議員問及到底多少人反對，才會將反對意見聽進去。董建華先是一笑，然後說：「因為我對於美國的政治都相當了解，我在那裡住了這麼多年。（美國政府）很容易因有人（暗指立法會議員李柱銘）說幾句說話而被誤導。」他又指「一個過份政治化的遊行，對香港好不好呢？是不好的」。
而葉劉淑儀在6月28日稱，不排除遊行市民在假日將遊行「當作一項活動般參加」，被抨擊侮辱市民智慧。

## 動員
這次遊行由民間人權陣線發起。然而，研究香港政治的學者指出，在七一遊行中，民主派的動員能力並不明顯，只是香港市民對政府施政的不滿達到頂峰，市民在「一呼百應」的情況下自發性出來遊行。另外，遊行前的一個月，部分傳媒幾乎每天都在呼籲市民參加遊行，當中以壹傳媒旗下的《蘋果日報》和《壹週刊》及商業電台兩個烽煙節目：鄭經翰和林旭華主持的《風波裡的茶杯》及黃毓民主持的《政事有心人》尤甚，有「一報一刊兩支咪」之稱。當中《蘋果日報》和《壹週刊》連續多日／多期附送各式遊行海報和貼紙。一般相信「一報一刊兩支咪」對遊行人數有一定影響。中央政策組首席顧問劉兆佳曾於6月推測會有三數萬人參加遊行，而民間人權陣線則估計會有約10萬人參加。

## 遊行安排及情況

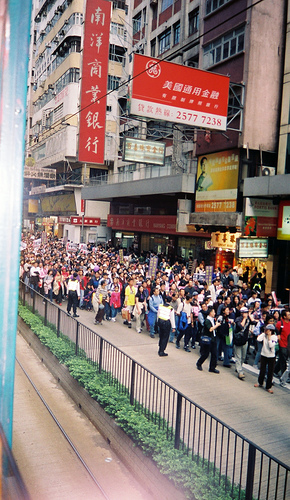
參加2003年香港七一遊行路經灣仔軒尼詩道

遊行隊伍會先在銅鑼灣維多利亞公園（以下簡稱維園）足球場集合，下午3時出發；主辦者呼籲參與遊行的市民穿着黑色衣服，以宣示反對立法的立場。在此之前，親北京的工聯會已租用了維園共8個硬地足球場的其中6個，舉辦慶祝香港回歸6週年紀念嘉年華會。事後工聯會聲稱有大約5萬人參加嘉年華會，不過根據報章報道，參加人數不夠5000人。而一些專業團體，包括法律界、醫護界及文化界、大專界人士則會在維園對面的中央圖書館集合，再起步到維園。
2003年7月1日香港回歸6週年當日，訪港的中國國務院總理溫家寶於遊行開始前離港。在2時左右，地鐵的荃灣綫及港島綫已擠滿黑衣市民，站內閘機由於無法應付眾多人流，站內外水洩不通，地鐵公司需在多人出閘的車站另開通道放行市民，一段時間不需市民以八達通或車票出閘，過後憑紀錄補票。2時30分時，銅鑼灣一帶已經人山人海，未到3時遊行人士已擠滿集合點維園中央草地，大批市民只能在外圍站立。由於車站人數太多，地鐵列車於2時50分不再停銅鑼灣站及天后站，中環站亦實行人潮管制。電話網絡在這期間亦出現間歇性擠塞。
天文台紀錄顯示當日平均氣溫超過攝氏33度，天文台發出了酷熱天氣警告。由於過分擁擠及天氣炎熱，有遊行人士不適，需送院治理。
3時，民間人權陣線在大會宣讀宣言後，遊行隊伍開始起步，由維園足球場出發，經怡和街、軒尼詩道、金鐘道、皇后大道中，最後抵達位於炮台里的中區政府合署。很多參加者均穿著黑色衣服，帶同標語、貼紙，高叫反對23條口號及其他不同訴求，如要求董建華下台、官員梁錦松、葉劉淑儀辭職、加快民主步伐等，也有人高喊「打倒民建聯」。亦有遊行人士不滿特區政府處理SARS的手法，導致近300人染病死亡的悲劇，要求追究責任。
由於警方明言遊行人數是從維園正門出發作準計算，有市民為免自己不被計算在內，所以靜候維園市民出發，再進入維園，結果灣仔、銅鑼灣市面有兩條向相反方向遊行的長龍，擠在維多利亞公園周邊道路，一直東延至炮台山站附近。
經過一個多小時的行程，「七一大遊行」的龍頭於4時多抵達政府總部，當時仍有大批市民等候進入維園出發。起初警方只封閉遊行路線的金鐘道及軒尼詩道向西行車線，但由於人數太多，結果金鐘道及軒尼詩道來回行車線需全部封閉，北角糖水道至灣仔軍器廠街的東西行電車服務暫停，香港仔隧道往銅鑼灣方向亦間歇性封閉。
在遊行路線上，有因遊行而無法前進的巴士、電車上的乘客將「不要董建華」及「向董建華擲蛋糕」海報貼在窗前，天橋上的市民及一些商舖亦有展示反對廿三條的海報。遊行人士路經親北京的《大公報》總部時，向著報社喝倒采，不少人將「不要董建華」和「向董建華擲蛋糕」海報貼在報社門外。有仍在營業的商舖向遊行市民提供食水。而電視台派出直升機拍攝遊行情況，隊伍不少人在直升機於上空盤旋時均發出歡呼聲。
龍尾到了晚上接近10時才抵達政府總部。由於人數太多，大部分的遊行人士改於中環雪廠街附近作終點，並無步行到政府總部。主辦團體估計遊行人數超過50萬，而警方則公佈當日截至下午6時，由起點到終點之間共有35萬人。此數目並未包括之前已抵達政府總部並已散去及中途加入的市民，事後警方承認低估遊行人數，但指已做到最好，着主辦單位檢討。2010年司徒華回憶錄《大江東去》指出香港政府用直昇機點算遊行人數的數字為675,000人。民間人權陣線則指，早已要求警方在維園多開放一條通道，但旁邊舉辦慶祝回歸活動的工聯會拒絕。工聯會副理事長梁富華回應是不希望出現不愉快場面所以拒絕對方要求。
在遊行後期有主辦單位民陣把當日終點改為雪廠街，有些人覺得應該有權遊行至政總，在馬路和警方僵持，最後警方動用武力把遊行人士推至行人路，最後拘捕了一名遊行人士。

### 部分遊行的口號
- 反對廿三，還政於民
- 老懵董下台，掃把頭下台，梁錦松坐監（坐牢）
- 董建華保外就醫
- 董建華下台，好事自然來！
- 非典危，港人更危；生活難，自由更難；人心險，廿三更險；疫症多，狗官更多
- 非反立法，反立非法！
- 民智不可欺，民意不可侮
- 倒董杜蟲割孽瘤，港人從此去煩憂
- 無能管治，災難綿綿
- 董建華，你玩夠未？下台造福香港地
- Mr. Tung, stop INSULTING our INTELLIGENCE with your unbelievable comments about ARTICLE 23
- 通過23，香港唔易生
- 政府傲慢無能，港人受苦遭殃
- 我愛中國，我愛香港，我愛民主，不要23條

## 影響
2003年香港七一遊行是繼1989年六四事件百萬人遊行之後最多的一次遊行。及後被2019-20年反對逃犯條例修訂草案的眾多遊行打破遊行人數紀錄。
遊行進行期間，香港各主要電視台無線電視及亞洲電視均不時在節目中途插播特別新聞報道，現場直播遊行情況；有線電視新聞台則全程緊貼報道。非本地電視台鳳凰衛視當日並無關於七一遊行的任何報道，只報道維園遊行隊伍旁的慶祝回歸活動。而中國內地在轉發香港電視台訊號時，一旦香港電視台播放有關遊行的新聞報道，訊號均遭截斷。
遊行翌日，本地及外國傳媒均以遊行作為焦點。大部份本地報章更以大篇幅報道事件。各本地報章在7月2日的頭條新聞如下：
- 《蘋果日報》：香港人萬歲
- 《星島日報》：五十萬人和平上街
- 《成報》：七一大遊行35萬人上街
- 《明報》：50萬人反對23
- 《東方日報》：50萬人上街
- 《南華早報》：Premier Wen wins hearts but avoids the issues
- 《太陽報》：50萬人怒吼
- 《文匯報》：溫總十二字勉港人
- 《大公報》：溫總贈言：理解信任團結信心勇氣行動

其中《大公報》在七一遊行前發表社論指七一遊行組織者「密謀亂港」、「喪心病狂」，呼籲「有良知、有正義、有愛國心民族感的市民」抵制；而在7月2日並無提及七一遊行情況，只提及六萬人慶回歸，參加維園的嘉年華會。
《文匯報》未有提及任何遊行情況或人數，有一篇新聞稿以遊行人士對特首董建華任期的倒數鐘上的董建華肖像喝倒采、「口出穢言」、「擲膠水樽」及在《大公報》報社貼上示威海報為例，指出遊行人士「極不理性」、「毫無文化」，並在社評中指遊行造成「負面的衝擊」，反問商界會否在一個「社會秩序不穩定的城市」營商。
美國商會主席詹康信認為，香港人用和平方法表達意見，他為此感到驕傲，不會影響外商投資意欲，長遠對香港會有正面影響。香港總商會表示，50萬市民上街有秩序、和平地表達意見，不會影響香港營商環境。而這次遊行和平、有秩序進行，普遍認為反映香港的公民質素良好。
港區全國人大代表鄔維庸指，不應以為人多、壓力升級就幻想可以不立法，政府可讓步的都讓了，現在要讓步的應是市民。
7月1日，晚上行政長官董建華發表書面聲明，關注很多市民參與遊行，理解他們所表達的訴求。他並謂，特區政府充分了解市民重視人權和自由，政府的立場和市民一致。其後兩天他在上班時僅以「早晨（早安）」二字回應記者各種提問。民建聯的陳鑑林及曾鈺成先後於訪問中指遊行人士是被「誤導」，當中陳鑑林是在鄰近維園的天后地鐵站內接受無綫電視記者訪問時，指「他們（即遊行者）都是被誤導的」，即時被正前往遊行的群眾喝倒采，這個片段在當日不斷重覆播放。兩人事後均道歉。
7月2日，多名政府高官召開特別會議，商討七一遊行後的對策，但會後大部份官員均沒有發言，李國章則着市民相信政府。民主派聯署要求撤回23條立法、與各階層對話及儘快展開政制改革。民建聯及一些功能界別議員則堅持如期立法。議員黃宜弘受訪時說，相信市民是被「誤導」。自由黨主席田北俊對大量市民遊行表示關注。有學者則指若政府不押後立法，將出現嚴重政治危機，亦有學者認為可進一步修訂條文以釋公眾疑慮。警務處處長曾蔭培在回應有關七一遊行的提問時，讚揚港人守法及警員表現良好；警察公共關係科總警司鄧厚江亦讚揚遊行人士的高度忍耐力。
7月3日，民建聯向政府建議修訂23條草案條文，包括抽起禁制組織條文，及在竊取國家機密一項加入公眾利益辯解。自由黨主席田北俊在晚上赴京會見中央官員。
7月4日，董建華首度開腔回應七一遊行，指知道市民訴求，正小心、全面地考慮所有意見及建議，相信快有決定。他又強調，立法是公民及憲法責任及「與中央關係很重要的一環，亦絕對不會、絕對不會影響香港市民的自由及人權」。銀行界立法會議員李國寶應中央領導人邀請，會見國務院港澳事務辦公室主任廖暉。他在受訪時說會「忠直反映自己及香港人的想法」。支持立法的黃宜弘批評，立法是香港人的事務，毋須上京「陳情」。民主黨議員司徒華亦稱，基本法規定「自行立法」，有意見者應直接與董建華對話。
7月5日，行政長官董建華發言，說七一遊行是表達「對《基本法》第23條立法的關注，表達對政府施政、尤其是對本人施政的不滿」，他當天一直看電視直到晚上。他同時提出修訂國安條例最具爭議的內容條文，所作的修改與民建聯在數天前所提的建議相同，即取消部份「禁制組織」條文、在「非法披露官方機密」罪中加入公眾利益作抗辯，及取消警方可不需法律手令入屋調查的條文。董建華說，事件已經政治化，不希望贊成和反對立法陣營對立而令社會分化，故堅持下星期三交立法會二讀草案，透過通過立法來消弭分歧，並說有信心有足夠票數通過。他補充，七一遊行市民「很理性，有秩序，表現出良好的質素。這是維持香港穩定的必備條件」。
有法律學者指「禁制組織」條文雖然取消了「取締內地從屬組織的香港分支」，但「由保安局制訂上訴規則」及「缺席聆訊」等爭議仍然存在；新聞行政人員協會則指新加入的公眾利益抗辯所定的範圍太狹窄且公眾未有足夠時間理解。
7月6日晚上10時，自由黨在會議後表示，不接納董建華所提出的三項修訂，反對如期二讀國家安全法。主席田北俊向董建華提出辭去行政會議成員職務（行政會議成員投票取向需與政府立場一致），即時生效。由於自由黨反對，法案必定無法如期通過。政府連夜展開特別會議，於7月7日凌晨發表聲明，接受田北俊辭職，並宣佈押後立法。董建華在同日下午回應記者提問，表示社會需要冷靜和團結，押後立法是回應了市民的要求。同日公佈的民意調查顯示其民望跌至新低，只有35分；滿意政府表現者僅得35.2%。
7月9日，民間人權陣線在立法會附近集會，董建華表示會抱持開放態度。最後主辦單位公佈有5萬人參加集會，會後有市民向政府官員及在23條立法問題上支持政府的議員座駕喝倒采，亦有市民擲熒光棒。立法會議員黃宜弘在乘車離開時，笑著向在場市民舉中指（不雅手勢，等同向在場市民講粗言穢語），過程被電視台及記者攝下。
7月16日，保安局局長葉劉淑儀與財政司司長梁錦松於晚上先後在七時多及九時多公佈辭職。事後葉劉淑儀出席香港工聯會致敬晚會，致辭時說看到社會有時有「歪風」、有人「顛倒是非，黑白不分」。
9月5日，董建華宣佈撤回《國家安全（立法條文）條例草案》，承諾先搞好經濟，並會再次充份諮詢市民，達到共識後才再立法，重申沒有立法時間表。
而在11月23日的區議會選舉中民建聯議席減少近三份之一，被形容為慘敗，立法會議員劉江華以及葉國謙均告落選，主席曾鈺成引咎辭職。普遍分析認為，這與民建聯不顧一切親中立場及七一遊行有關。曾鈺成在辭職時亦指「發生了七一、然後政治環境轉變、然後很多人投票」，當政府民望低落時，民建聯會受影響。但他表示仍會繼續支持政府。此次遊行後，原本聲望下降至谷底的民主黨再次得到支持，在此次區議會選舉中大有斬獲。同時，亦有不少民主派人士出來參政，在是次選舉中，產生了不少泛民主派的新當選區議員。
在此次遊行以後，正式進入後董建華時代。政府儘管在立法會中有親中陣營的議員支持，但施政卻沒有以前一樣順暢，親政府的政黨，雖然派代表進入行政會議，但由於官守成員佔壓倒多數，所以他們對政府的政策無法產生影響力，而且行政會議本身沒有任何權力，又受制於集體負責制的影響，從政府於七一遊行後採納民建聯所建議關於廿三條立法的三項修訂就是例子。因此，執政聯盟的政黨認為，加入執政聯盟但無法享受權力，但又有義務支持政府施政，對他們來說是自討苦吃，於是他們漸漸對政府陽奉陰違，甚至討價還價。
民建聯飽受七一效應之苦，表面上支持政府，但已經不敢盲目地支持政府，黨內更有人說過「有辱無榮」一詞。而自由黨副主席周梁淑怡雖然接替田北俊進入行政會議，但自由黨不支持廿三條二讀得到民意支持，故對政府不時討價還價，左右政府的施政。董建華在此後施政舉步維艱，結果在2005年3月辭職。
2023年8月2日，保安局局長鄧炳強於社交網站上載短片，形容當時的遊行已經出現「外部勢力」及「本土反對派」的「試點」。

## 參加遊行原因
香港大學民意研究計劃在遊行當日進行的調查顯示，有91.9%的遊行人士指遊行是因為政府的總體表現使人失望；91.5%表示遊行是因為政府的總體表現使人忍無可忍；89.8%表示遊行是因為反對23條立法。另外，83.5%受訪遊行人士認為香港人應該用「人民力量」的方式促使董建華下台，82.6%表示董建華應該下台。

## 外部連結
- 《七月》張虹導演有關2003年香港七一遊行之紀錄片（采風電影紀錄片 DVD 發行）